# 天柱县
天柱县是中华人民共和国贵州省黔东南苗族侗族自治州东部下辖的一个县。
天柱县位于贵州省东部，天柱县与湖南省新晃县、靖州县、会同县、芷江县及贵州省剑河县、锦屏县、三穗县接壤，是川渝黔通往两广、江浙的重要门户，素有“黔东第一关”、“中国重晶石之乡”、“贵州高原黄金城”之称。
天柱县辖16个乡镇以及326个行政村和社区，国土面积2201平方公里。总人口42万，以侗族、苗族为主的少数民族人口占98.3%，是贵州省少数民族比例最高的县份之一。

## 历史沿革
明万历二十五年(1597年)初置天柱县，天柱未置县前为千户所，原名凤城，后改名天柱，县以城北柱石山“石柱擎天”得名。
秦属黔中地，汉属牂牁郡，隋、唐、宋为诚州（今湖南靖州）所辖，元为湖广行省武冈路绥宁县及靖州路会同边地。明洪武二十五年（1392年）置天柱千户所，属湖广靖州卫；万历二十五年（1597年）置天柱县，县署设在凤城，划出会同县的汶溪所、江东里和绥宁县的远口里、镇远巡检司（六池）、江东巡检司并入天柱县，属湖广布政司靖州；崇祯十年（1637年）迁治龙塘，改龙塘县，不久回治天柱，仍复天柱县名。清雍正五年天柱县改隶贵州，属黎平府；十二年（1734年）改隶镇远府。民国二年（1913年）天柱属黔东道；十二年（1923年）直属于贵州省；二十四年（1935年）属第十行政督察区；二十五年（1936年）改属第七行政督察区。1950年属镇远专区，1956年划入黔东南苗族侗族自治州，1958年撤销天柱县并入锦屏县，1961年恢复天柱县。

## 文化
天柱属北部侗族方言区，繁衍于此的北部侗苗人民一直传承着重教兴学的传统，因而文化教育较为发达，素有“文化县”之称。在历史文化、名胜古迹中，这里拥有黔湘北侗地区最具代表性的民族古建筑——家祠。天柱家祠文化极其深厚，建筑典型、历史悠久，颇具地方特点和民族特色。天柱民族民间文化丰富多彩。“侗家人人会唱歌”，侗族民歌源远流长。无论逢年过节、喜订丰收、婚丧嫁娶、宗教礼仪，都要以唱歌来庆祝。侗族民歌形式多样，内容丰富，题材广泛。北部地区民歌有山歌、玩山歌、河边歌、好事歌、伴嫁歌等。玩山、赶歌场是侗族青年男女主要娱乐和建立婚姻家庭的主要途径。

## 行政区划
天柱县下辖3个街道办事处、11个镇、2个乡：
凤城街道、邦洞街道、社学街道、坪地镇、兰田镇、瓮洞镇、高酿镇、石洞镇、远口镇、坌处镇、白市镇、渡马镇、竹林镇、江东镇、注溪乡和地湖乡。

## 人口
2003年末总人口40.95万人，其中非农业人口2.87万人；以侗、苗为主的少数民族人口40.2万人，占98.2%（侗族占60%，苗族占31%，此外还有水、布依等少数民族）。

## 交通状况
公路：松从高速公路、310省道、202省道

## 资源
本地资源丰富。已探明的矿产资源有重晶石、黄金、煤、硅、钾、锰、石灰石等。尤以重晶石矿最为丰富，保有储量1.08亿吨，远景储量3亿吨以上，是中国目前已探明的最大重晶石矿床。